# 奧德鎮區 (內布拉斯加州瓦利縣)
奧德鎮區（英語：Ord Township）是位於美國內布拉斯加州瓦利縣的一個行政鎮區。

## 地方資料
奧德鎮區的面積為92.21平方千米，當中陸地面積為91.05平方千米，而水域面積為1.16平方千米。根據2020年美國人口普查的數據，當地共有人口2468人，而人口密度為每平方千米26.76人。